# Apothekenmuseum Mauthausen
Das Apothekenmuseum Mauthausen befindet sich im Schloss Pragstein in der Marktgemeinde Mauthausen in Oberösterreich. Das Museum ist ein Apothekenmuseum.

## Beschreibung
Nach der 2002 getroffenen Entscheidung zur Einrichtung eines öffentlichen Apothekenmuseum in Mauthausen wurde 2003 die Kunsthistorikerin und Museumskustodin Barbara Groß mit der Umsetzung eines zuvor von Franz Pötscher entwickelten professionellen Museumskonzepts beauftragt. 
Grundstock des 2007 eröffneten Museums ist die pharmaziegeschichtliche Sammlung der Mauthausner Apothekerfamilie Aichberger, die insbesondere die Entwicklung kleiner Landapotheken zeigt. In der Ausstellung wird anhand von etwa 1600 Exponaten die Geschichte des österreichischen Apothekenwesens und die praktische Arbeit des Apothekers im Laboratorium gezeigt. Dem Museum steht für die Dauerausstellung und sonstige Museumsaktivitäten eine Fläche von zweihundert Quadratmetern zur Verfügung.

## Geschichte der Sammlung
Norbert Rudolf Aichberger (1896–1982) war von 1929 bis 1973 Besitzer der Apotheke Mauthausen und bewahrte zahlreiche alte Inventargegenstände aus dem Fundus der 1846 gegründeten Apotheke auf, sodass in Verbindung mit einer regen Sammeltätigkeit im Lauf der Jahre eine umfangreiche und pharmaziehistorisch interessante Sammlung entstand. Norbert Friedrich Aichberger (* 1935), Besitzer der Apotheke von 1973 bis 2004, führte die Sammlung fort, stellte sie 2002 für die Errichtung des Apothekenmuseums im Schloss Pragstein zur Verfügung und wirkte an der wissenschaftlichen Erforschung und Dokumentation intensiv mit. In der Zwischenzeit ist die Sammlung durch Schenkungen weiterer Apotheken weiter gewachsen.

## Träger des Museums
Träger und Betreiber ist der seit 1932 mit kriegsbedingter Unterbrechung bestehende Heimat- und Museumsverein Mauthausen Schloss Pragstein. Neben dem Apothekenmuseum stehen auch das Heimatmuseum Mauthausen, das Prof. Gerstmayr-Museum und ein Trophäenmuseum unter der Trägerschaft des Vereins.
Obmänner des Vereins:
- Josef Göbl (1932 bis 1935)
- Franz Pfenneberger (1935 bis 1938)
- Otto Guem (ab 1953)
- Franz Mohl
- Karl Scherb
- Norbert Aichinger (1979 bis 2010)
- Florian Marksteiner (2010 bis 2015)
- Karl-Heinz Sigl (2015 bis dato)